# Sequential Circuits Pro-One
Le Pro-One est un synthétiseur analogique conçu par la société Sequential Circuits en 1981.

## Description
Le Pro-One est un synthétiseur monophonique doté d'un son très riche, puissant dans les graves et assez proche du Minimoog dans les médiums et aigus. Doté d'un arpégiateur et de deux mini-séquenceurs, il permet de programmer rapidement des lignes de basses. L'oscillateur B peut fonctionner comme sub-oscillateur, ce qui enrichit encore le son. Basé sur l'électronique du Prophet 5, il fut conçu par la firme dans le but de proposer un synthétiseur d'entrée de gamme plus abordable. Il est doté d'entrées-sorties CV/Gate, une prise CV-In pour piloter le filtre et une entrée audio pour faire passer un signal externe à travers son filtre puissant et ses enveloppes.

## Caractéristiques
- Type : synthétiseur analogique monophonique (synthèse soustractive)
- Oscillateurs : 
  - VCO1 dents de scie, carré
  - VCO2 dents de scie, triangle, carré
  - Générateur de bruit blanc
- LFO : 1 LFO triangle, dents de scie, carré
- Enveloppes : 2 ADSR, amplificateur et filtre
- Bloc de modulation
- Mémoire volatile : 2 séquences de 40 notes au total
- Année de sortie : 1981
- Prix d'origine : 700 $
- Nombre d'exemplaires vendus : 10 000 environ[1]

## Quelques artistes ayant utilisé le Pro-One
- Kim Wilde
- Nitzer Ebb
- Arnaud Rebotini
- Bronski Beat
- Erasure
- Los Chicros
- Marillion
- Front Line Assembly
- Metric
- Mouse On Mars
- New Order
- Skinny Puppy
- Tangerine Dream
- Taxi Girl
- Yazoo
- Arnaud Rebotini

## Utilisation actuelle
Le Pro-One trouve toujours sa place en studio notamment chez certains compositeurs de musique électronique, où il est apprécié pour son grain et la chaleur de ses sonorités, au même titre que de nombreux synthétiseurs analogiques.